# Laszlo Toth

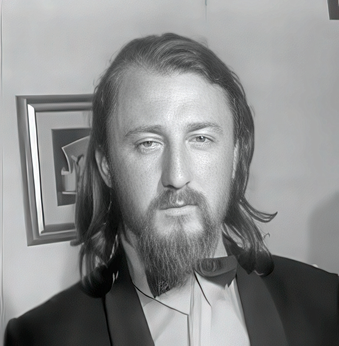
Laszlo Toth (1972)

Laszlo Toth (ur. 1 lipca 1938 w Pilisvörösvár) – australijski geolog węgierskiego pochodzenia. Znany z próby zniszczenia Piety watykańskiej Michała Anioła.

## Wczesne życie
Toth urodził się w małym miasteczku na Węgrzech w rodzinie rzymskokatolickiej. Po ukończeniu studiów geologicznych przeniósł się do Australii. Początkowo pracował w fabryce mydła. W czerwcu 1971 przeniósł się do Rzymu. Bezskutecznie próbował spotkać się z papieżem Pawłem VI.

## Zamach na Pietę
21 maja 1972 podczas Zielonych Świąt Toth w bazylice św. Piotra w Rzymie wyskoczył z młotkiem z grupy turystów, która zwiedzała bazylikę, z krzykiem „To ja jestem Chrystusem” i piętnaście razy uderzył Pietę młotkiem. W wyniku ataku rzeźba straciła prawą dłoń i jej twarz została uszkodzona. Po tym czynie Toth nie został uznany winnym przestępstwa, gdyż został uznany za niepoczytalnego. 29 stycznia 1973 został przewieziony do szpitala psychiatrycznego. 9 lutego 1975 został zwolniony ze szpitala i przewieziony do Australii. Władze australijskie nie skazały go na więzienie.